# Rhododendron fauriei
Rhododendron fauriei là một loài thực vật có hoa trong họ Thạch nam. Loài này được Franch. miêu tả khoa học đầu tiên.

## Hình ảnh

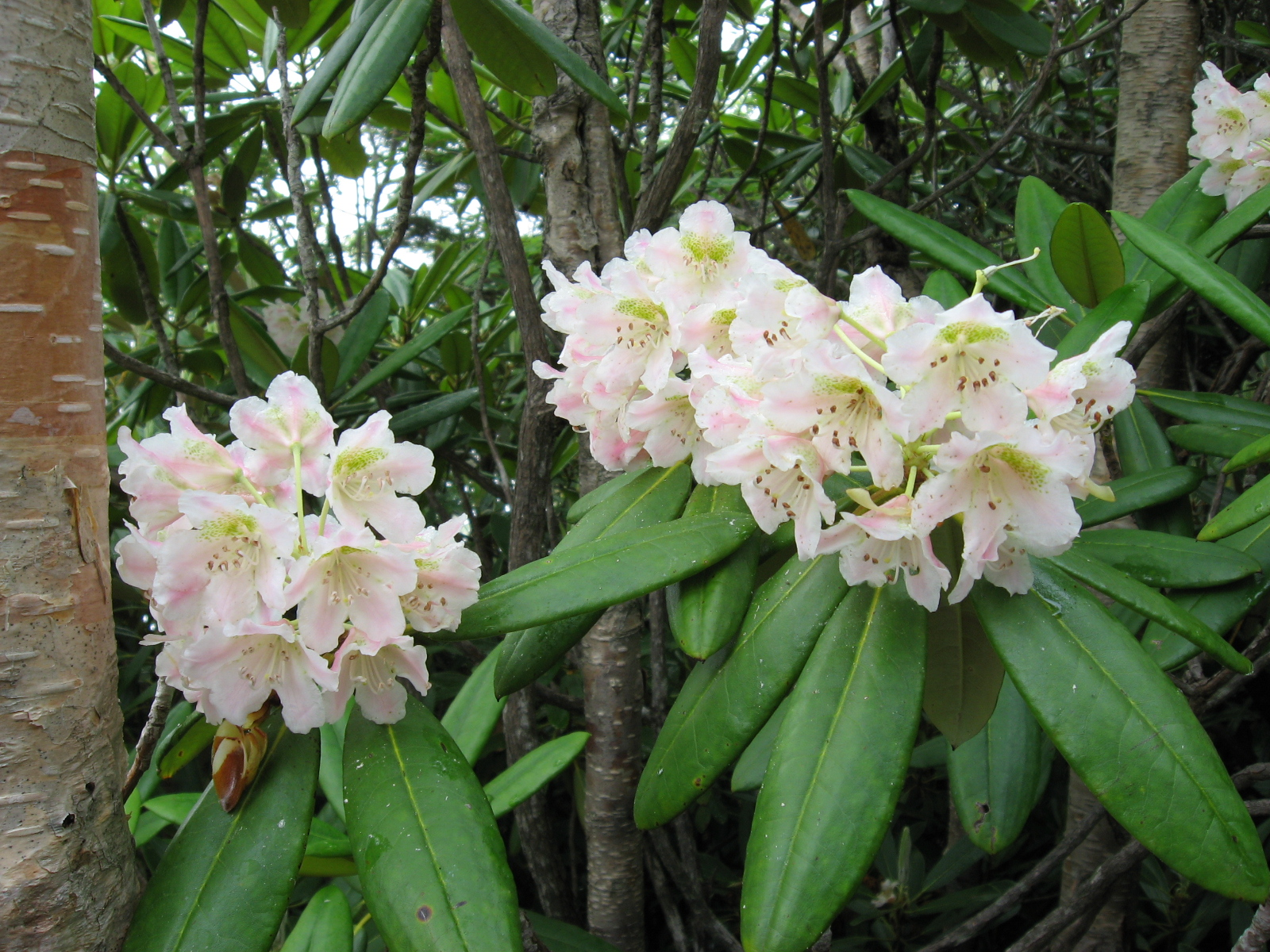
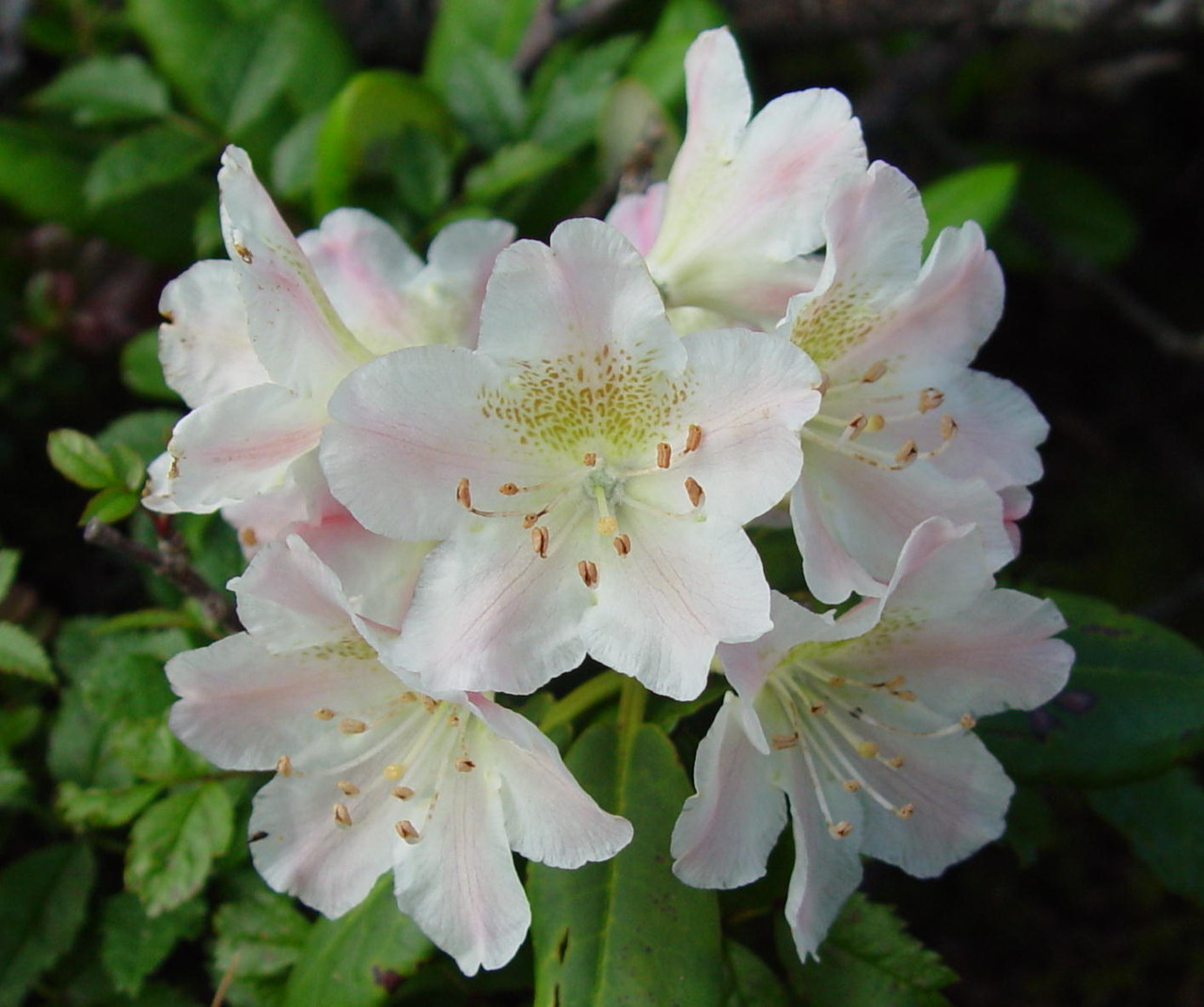
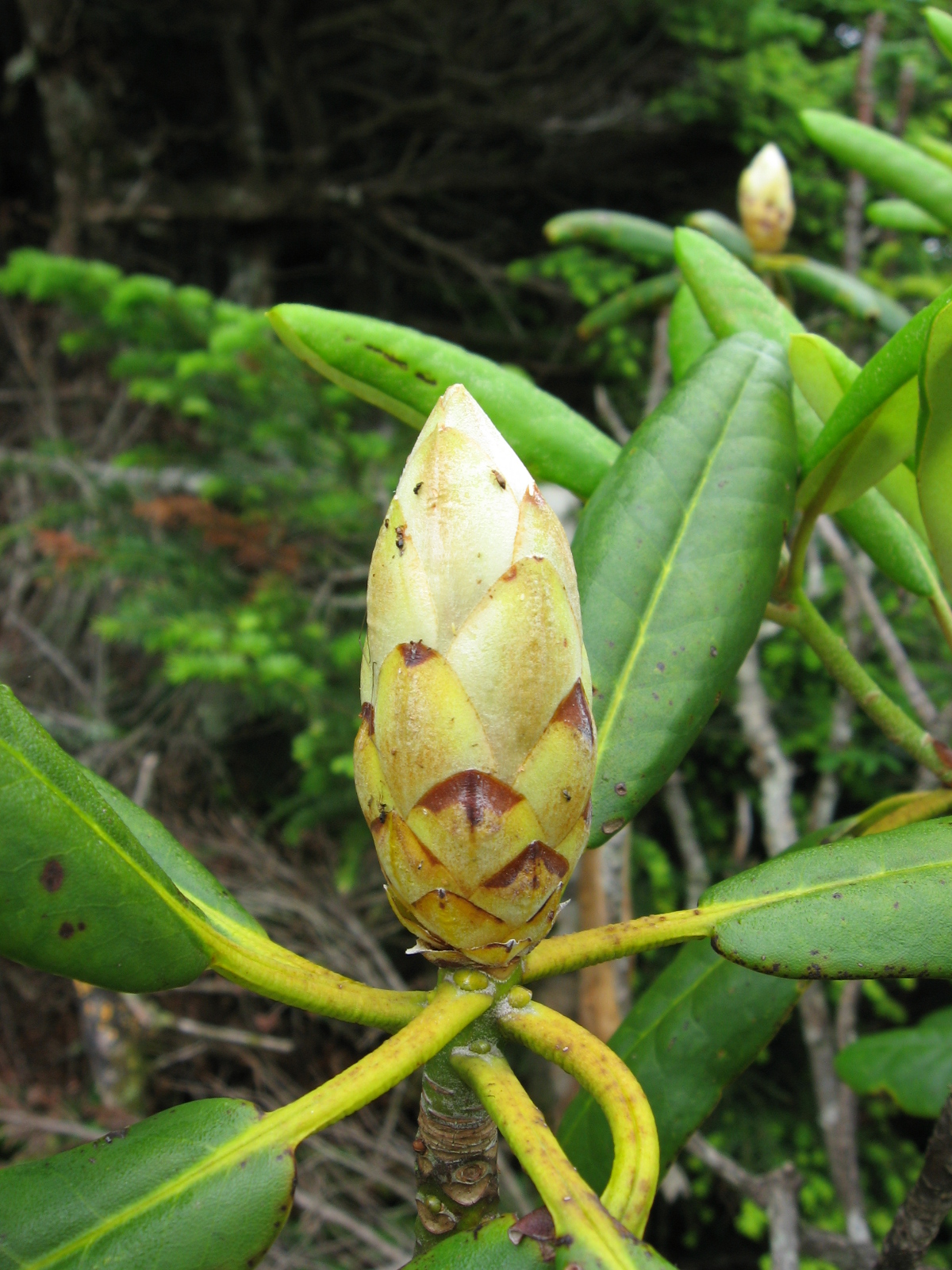